# Selina Dal
Selina Dal (* 28. November 2001) ist eine deutsche Tennisspielerin.

## Karriere
Dal spielte bislang vor allem auf der ITF Juniors Tour und der ITF Women’s World Tennis Tour, wo sie bislang einen Titel im Einzel und fünf im Doppel gewinnen konnte.
Während Dal bei den Nationalen Deutschen Hallen-Tennismeisterschaften 2019 als Qualifikantin gegen Nicole Rivkin bereits in der ersten Runde des Hauptfelds ausschied, erreichte sie 2020 mit Siegen über Joëlle Steur, Franziska Sziedat, Silvia Ambrosio und Angelina Wirges das Halbfinale, das sie gegen Nastasja Schunk knapp in drei Sätzen mit 2:6, 6:4 und 1:6 verlor. 2021 war dann erneut bereits in der ersten Runde gegen Nicole Rivkin Schluss. Im April 2022 gewann sie die 29. Offenen Würzburger Frauen-Tennismeisterschaften.
Seit 2016 spielt Selina Dal für die Damenmannschaft des TC Ludwigshafen in der ersten und zweiten Bundesliga.

## Turniersiege

### Einzel
| Nr. | Datum         | Turnier                 | Kategorie | Belag     | Finalgegnerin     | Ergebnis |
| --- | ------------- | ----------------------- | --------- | --------- | ----------------- | -------- |
| 1.  | 23. Juli 2023 | Les Contamines-Montjoie | ITF W15   | Hartplatz | Emmanuelle Girard | 6:2, 6:3 |

### Doppel
| Nr. | Datum             | Turnier          | Kategorie | Belag     | Partnerin          | Finalgegnerinnen                    | Ergebnis         |
| --- | ----------------- | ---------------- | --------- | --------- | ------------------ | ----------------------------------- | ---------------- |
| 1.  | 24. Juni 2023     | Monastir         | ITF W15   | Hartplatz | Anja Wildgruber    | Chen Mengyi Hanna Vinahradava       | 6:3, 6:4         |
| 2.  | 26. August 2023   | Wanfercée-Baulet | ITF W15   | Sand      | Stéphanie Visscher | Enola Chiesa Samira De Stefano      | 6:1, 6:2         |
| 3.  | 11. November 2023 | Monastir         | ITF W15   | Hartplatz | Carson Branstine   | Eliessa Vanlangendonck Emily Welker | 3:6, 7:5, [10:8] |
| 4.  | 23. Dezember 2023 | Monastir         | ITF W15   | Hartplatz | Stéphanie Visscher | Chiraz Bechri Milana Schabrailowa   | 6:2, 6:3         |
| 5.  | 30. März 2024     | Monastir         | ITF W15   | Hartplatz | Gina Feistel       | Yasmine Mansouri Elena Milovanović  | 3:6, 6:4, [10:1] |